# 費德拉爾 (恩特雷里奧斯省)

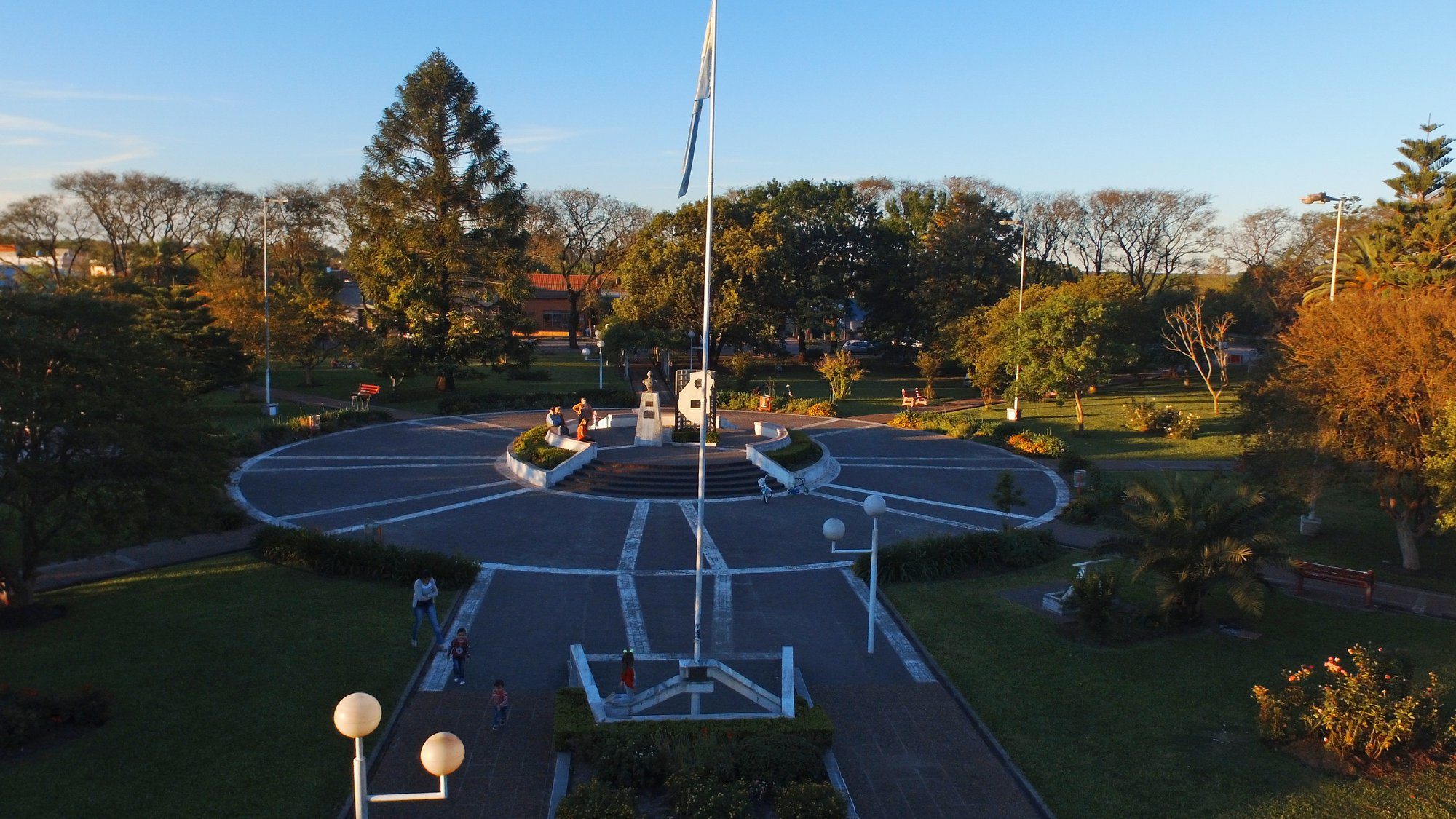
費德拉爾

費德拉爾（西班牙語：Federal），是阿根廷的城鎮，位於該國東北部恩特雷里奧斯省，是費德拉爾縣的首府，始建於1847年，海拔高度41米，每年平均降雨量1,300毫米，2010年人口17,547。